# Ministerstvo zdravotnictví a sociálních věcí Slovenské republiky
Ministerstvo zdravotnictví a sociálních věcí Slovenské republiky bylo do 30. června 1990 ústředním orgánem státní správy Slovenské republiky pro oblast sociálních věcí a zdravotnictví. 
Zákonem 195/1990 CFU byly z něj od 1. července 1990 zřízeny samostatné: 
- Ministerstvo práce, sociálních věcí a rodiny Slovenské republiky,
- Ministerstvo zdravotnictví Slovenské republiky.

## Ministři
Prvním ministrem zdravotnictví a sociálních věcí SR byl mezi lety 1986 až 1988 Anton Molnár, poté krátce v roce 1988  Eva Tökölyová a posledním ministrem tohoto ministerstva byl do roku 1990 Jozef Markuš.